# La Cantera Golf Club
De La Cantera Golf Club is een golfclub in de Verenigde Staten en werd opgericht in 1995. De club bevindt zich in San Antonio, Texas en heeft een 36 holesbaan, waarvan twee 18 holesbanen (de "Resort"- en de "Palmer"-baan), en beide banen hebben een par van 72.

## Golfbanen
De "Resort"-baan werd opgericht in 1995 en werd ontworpen door de golfbaanarchitect Tom Weiskopf. De baan omvat zes waterindernissen, 75 bunkers. De zesde hole is bekend omwille de panoramische uitzicht van de stad San Antonio. De golfbaan werd gebruikt voor het Texas Open, van 1995 tot 2000.
De "Palmer"-baan werd opgericht in 2001 en is meest bekend omdat de golfbaan ontworpen werd door de golfbaanarchitect en golficoon Arnold Palmer. Van 2001 tot 2009 werd de golfbaan gebruikt voor het Texas Open.

## Golftoernooien
- Texas Open: 1995-2009